# Єрмаково (Моргауський район)
Єрмако́во (рос. Ермаково, чув. Ермак) — присілок у Чувашії Російської Федерації, у складі Ярабайкасинського сільського поселення Моргауського району.
Населення — 130 осіб (2010; 160 в 2002, 176 в 1979; 136 в 1939). Національний склад — чуваші, росіяни.

## Історія
Присілок заснований 1931 року, коли було утворено колгосп «Автогігант». До 1935 року присілок перебував у складі Татаркасинського району, потім — до складу Ішлейського, 1944 року — до складу Моргауського, 1959 року — до складу Сундирського, 1962 року — до складу Чебоксарського, 1964 року — повернутий до складу Моргауського району.